# Grand Prix de triathlon 2007
Navigation
Grand Prix de triathlon 2006 Grand Prix de triathlon 2008
Le Grand Prix de triathlon 2007 est composée de cinq courses organisées par la Fédération française de triathlon (FFTRI). Chaque course est disputée au format sprint soit 750 m de natation, 20 km de cyclisme et 5 km de course à pied. 
Le Grand Prix de triathlon 2015 se déroule du 13 mai au 23 septembre 2007. 

## Calendrier
| Étapes   | Date                       | Villes              |
| -------- | -------------------------- | ------------------- |
| 1° étape | dimanche 13 mai 2007       | Les Sables-d'Olonne |
| 2° étape | dimanche 24 juin 2007      | Dunkerque           |
| 3° étape | vendredi 13 juillet 2007   | Lorient             |
| 4° étape | dimanche 12 août 2007      | Embrun              |
| 5° étape | dimanche 23 septembre 2007 | La Baule            |

## Clubs engagés

### Hommes[1]
- Lagardère Paris Racing
- E.C. Sartrouville Triathlon
- Beauvais Tri
- Poissy Tri Duathon Club
- Saint-Raphaël Tri
- Les Sables Vendée Tri
- Metz Triathlon
- Mulhouse Olympique Tri
- Rennes Triathlon
- Montluçon Triathlon
- US Vendôme Tri
- TCG 79 Parthenay
- Tri St-Amand-Dun 18
- Rouen Triathlon
- Montpellier Agglo Tri
- Groupe Tri Vesoul Haute-Saône

### Femmes[2]
- Poissy Tri Duathon Club
- Beauvais Tri
- Tri Club Châteauroux 36
- TCG 79 Parthenay
- Brive Limousin Triathlon
- Piranhas Triathlon Dieppe
- Montpellier Agglo Tri
- TO Club Cesson
- ASM Saint-Étienne TRI 42
- Saint Avertin Sports 37
- Tri Club Nantais
- Sainte-Geneviève Tri
- AC Boulogne Billancourt
- Noyon Puissance 3
- Charleville Triathlon Ardennes
- Tri Val de Gray

## Résultats

### Les Sables-d'Olonne
| Position           | Hommes                      | Femmes           |
| ------------------ | --------------------------- | ---------------- |
| Médaille d'or      | E.C. Sartrouville Triathlon | Poissy Triathlon |
| Médaille d'argent  | Lagardère Paris Racing      | Beauvais Tri     |
| Médaille de bronze | Beauvais Tri                | TCG 79 Parthenay |

### Dunkerque
| Position           | Hommes                      | Femmes                  |
| ------------------ | --------------------------- | ----------------------- |
| Médaille d'or      | E.C. Sartrouville Triathlon | Poissy Triathlon        |
| Médaille d'argent  | Poissy Triathlon            | Beauvais Tri            |
| Médaille de bronze | Beauvais Tri                | Tri Club Chateauroux 36 |

### Lorient
| Position           | Hommes                 | Femmes                  |
| ------------------ | ---------------------- | ----------------------- |
| Médaille d'or      | Lagardère Paris Racing | Poissy Triathlon        |
| Médaille d'argent  | Beauvais Tri           | Tri Club Châteauroux 36 |
| Médaille de bronze | Mulhouse Olympique Tri | Beauvais Tri            |

### Embrun
| Position           | Hommes                      | Femmes                  |
| ------------------ | --------------------------- | ----------------------- |
| Médaille d'or      | Beauvais Tri                | Beauvais Tri            |
| Médaille d'argent  | E.C. Sartrouville Triathlon | Poissy Triathlon        |
| Médaille de bronze | Lagardère Paris Racing      | Tri Club Châteauroux 36 |

### La Baule
| Position           | Hommes                 | Femmes                  |
| ------------------ | ---------------------- | ----------------------- |
| Médaille d'or      | Lagardère Paris Racing | Poissy Triathlon        |
| Médaille d'argent  | Metz Triathlon         | Beauvais Tri            |
| Médaille de bronze | Beauvais Tri           | Tri Club Châteauroux 36 |

## Classement général final
| Position | Hommes                        | Hommes | Femmes                         | Femmes |
| Position | Équipes                       | Points | Équipes                        | Points |
| -------- | ----------------------------- | ------ | ------------------------------ | ------ |
|          | Lagardère Paris Racing        | 88     | Poissy Triathlon               | 98     |
|          | E.C. Sartrouville Triathlon   | 86     | Beauvais Triathlon             | 90     |
|          | Beauvais Triathlon            | 86     | Tri Club Châteauroux 36        | 72     |
| 4e       | Poissy Triathlon              | 72     | TCG 79 Parthenay               | 66     |
| 5e       | Saint-Raphaël Tri             | 61     | Brive Limousin Triathlon       | 62     |
| 6e       | Les Sables Vendée Tri         | 58     | AC Boulogne Billancourt        | 53     |
| 7e       | Metz Triathlon                | 57     | Piranhas Triathlon Dieppe      | 50     |
| 8e       | Mulhouse Olympique Tri        | 45     | Montpellier Agglo Tri          | 47     |
| 9e       | Montluçon Triathlon           | 45     | TO Club Cesson                 | 43     |
| 10e      | US Vendôme Tri                | 42     | ASM Saint-Étienne TRI 42       | 35     |
| 11e      | TCG 79 Parthenay              | 35     | Saint Avertin Sports 37        | 35     |
| 12e      | Tri St-Amand-Dun 18           | 31     | Tri Club Nantais               | 35     |
| 13e      | Rouen Triathlon               | 30     | Sainte-Geneviève Tri           | 35     |
| 14e      | Groupe Tri Vesoul Haute-Saône | 21     | Charleville Triathlon Ardennes | 29     |
| 15e      | Rennes Triathlon              | 20     | Tri Val de Gray                | 21     |
| 16e      | Montpellier Agglo Tri         | 13     | Noyon Puissance 3              | 18     |

## Résultats individuels
| Hommes                                        | Les Sables-d'Olonne | Dunkerque | Lorient | Embrun | La Baule |
| --------------------------------------------- | ------------------- | --------- | ------- | ------ | -------- |
| Jan Frodeno (Beauvais Tri)                    | 1er                 |           |         |        |          |
| Javier Gómez (E.C. Sartrouville Triathlon)    | 2e                  |           | 1er     |        | 1er      |
| Rasmus Henning (Poissy Triathlon)             | 3e                  |           |         |        |          |
| Frédéric Belaubre (Beauvais Tri)              |                     | 1er       |         |        |          |
| Steffen Justus (Metz Triathlon)               |                     | 2e        |         |        |          |
| Maik Petzold (Lagardère Paris Racing)         |                     | 3e        |         |        |          |
| Brad Kahlefeldt (Lagardère Paris Racing)      |                     |           | 2e      |        |          |
| William Clarke (Lagardère Paris Racing)       |                     |           | 3e      | 1er    | 2e       |
| Laurent Vidal (Lagardère Paris Racing)        |                     |           |         | 2e     |          |
| Franky Batelier (E.C. Sartrouville Triathlon) |                     |           |         | 3e     |          |
| Stuart Hayes (Lagardère Paris Racing)         |                     |           |         |        | 3e       |

| Femmes                                    | Les Sables-d'Olonne | Dunkerque | Lorient | Embrun | La Baule |
| ----------------------------------------- | ------------------- | --------- | ------- | ------ | -------- |
| Andrea Hewitt (Beauvais Tri)              | 1er                 | 2e        | 1er     | 2e     | 3e       |
| Jessica Harrison (Poissy Triathlon)       | 2e                  |           |         |        |          |
| Erin Densham (Poissy Triathlon)           | 3e                  |           | 2e      |        | 1er      |
| Nicky Samuels (TCG 79 Parthenay)          |                     | 1er       |         |        |          |
| Hollie Avil (Beauvais Tri)                |                     | 3e        | 3e      |        |          |
| Magali Di Marco (Tri Club Châteauroux 36) |                     |           |         | 1er    |          |
| Ricarda Lisk (Tri Club Châteauroux 36)    |                     |           |         | 3e     |          |
| Carole Péon (Tri Club Châteauroux 36)     |                     |           |         |        | 2e       |